# Antonia Brico
Antonia Brico (26. června 1902 – 3. srpna 1989) byla nizozemská dirigentka a klavíristka.
Narodila se v Rotterdamu a v roce 1908 s rodinou odešla do Kalifornie, kde studovala na Kalifornské univerzitě v Berkeley (1919–1923). V letech 1927 až 1929 studovala dirigování na Universität der Künste v Berlíně; mezi její učitele patřil například dirigent Karl Muck. Jako profesionální dirigentka debutovala v roce 1930 s Berlínskými filharmoniky, později spolupracovala například s Hamburskou filharmonií a San Francisco Symphony. V červenci 1938 se stala první ženou, která dirigovala Newyorskou filharmonii. Roku 1939 dirigovala Federální orchestr na Světové výstavě v New Yorku. V roce 1942 se usadila v Denveru, kde žila až do své smrti. Zemřela po dlouhé nemoci v roce 1989 ve věku 87 let.
V roce 1974 o ní byl natočen hodinový dokumentární film Antonia: A Portrait of the Woman. V roce 2018 byl uveden celovečerní hraný film Dirigentka, v němž dirigentku ztvárnila Christanne de Bruijn.